# Karel Thole
Carolus Adrianus Maria Thole (n. 20 aprilie 1914, Bussum, Olanda de Nord, Țările de Jos – d. 26 martie 2000, Cannobio, Piemont, Italia) a fost un pictor și ilustrator neerlandez.

## Biografie
S-a născut la Bussum, lângă Amsterdam, și și-a desăvârșit educația Școala de Stat de Desen din Rijksmuseum din Amsterdam.
Primele sale lucrări au fost realizate pentru firme de publicitate și edituri, dar a pictat sticlă și ziduri. În 1958, Thole s-a mutat la Milano, Italia, împreună cu soția și cei patru fii. La început a lucrat pentru editura Rizzoli, înainte de a trece la Mondadori în 1960. După câteva coperți pentru diverse reviste și cărți, a devenit renumit pentru îndelungata sa muncă pentru revista SF Urania, unde cultura sa despre arta profundă, gustul pentru suprarealism și ciudatul simț al umorului erau la maximă dezvoltare. Pentru Mondadori a lucrat la alte serii, inclusiv serii despre mistere și serii romantice pentru femei.
În anii 1980, Thole a suferit o boală oculară care l-a obligat să-și reducă activitatea și să demisioneze de la Urania lăsându-i în locul său pe Vicente Segrelles și Oscar Chichoni. Ultimul număr pentru care a lucrat pentru Urania a fost numărul 1330 din 1998: între timp, Thole și-a câștigat o faimă robustă ca fiind unul dintre cei mai mari artiști europeni care realizau copertă de carte. A lucrat și pentru editori francezi și germani.
Thole a murit în 2000 în Cannobio, un oraș pe Lago Maggiore din nordul Italiei.